# دامبالاگالا کولونی
دامبالاگالا کولونی (به لاتین: Dambalagala Colony) یک منطقهٔ مسکونی در سری‌لانکا است که در استان مرکزی (سری‌لانکا) واقع شده‌است.